# Gasthuiskapel (Breda)
De Gasthuiskapel (of Kapel Sinte Marie of Bosse Capelle) is een voormalige kapel die behoorde tot het gasthuiscomplex aan de Boschstraat in het centrum van Breda. De kapel was gewijd aan Sinte Marie.

## Geschiedenis
Archeologisch onderzoek heeft aangetoond dat vlak vóór 1246, het jaar waarin het gasthuis werd gebouwd, een kapel stond. Eind dertiende eeuw werd het oorspronkelijk houten gebouw vervangen door een romaanse kapel. Het altaar was in 1294 gewijd aan Onze Lieve Vrouw.
Rond 1500 werd de romaanse kapel verbouwd tot laatgotische kruiskerk. Deze werd echter verwoest door een grote stadsbrand in 1534. Na herbouw fungeerde de kapel als tijdelijke parochiekerk. Op 16 december 1535 werd het retabel uit het oude herenkoor van de Onze-Lieve-Vrouwekerk in bruikleen gegeven aan de kapel. Bisschop Wilhelmus Lindanus bracht op 1 november 1581 de zondagsschool naar de kapel. Tot in de zeventiende eeuw behield de kapel haar religieuze functie, wisselend gebruikt door katholieken en Waals- en Engels hervormden. Op 24 september 1645 werd een dienst gehouden in aanwezigheid van Amalia van Solms.
Na de zeventiende eeuw kreeg de kapel verschillende bestemmingen:
- 1845 als gymnastiekzaal door het garnizoen van Breda
- 1857 gebruikt als marechausseekazerne
- als jeugdgebouw door kapucijnen
- 1957 als kunstatelier

In 1957 is de gasthuiskapel gesloopt. Met de verbouwing van de Beyerd in 1966 verdwenen de laatste restanten.

### Grafveld
Rond de gasthuiskapel lag een grafveld. Tijdens archeologisch onderzoek in 1985 zijn 455 individuen geborgen. Onbekend is wanneer het kerkhof zijn functie verloor.